# Rhamnus shozyoensis
Rhamnus shozyoensis är en brakvedsväxtart som beskrevs av Takenoshin Nakai. Rhamnus shozyoensis ingår i släktet getaplar, och familjen brakvedsväxter. Inga underarter finns listade i Catalogue of Life.